# Vous devriez faire du cinéma
Pour plus de détails, voir Fiche technique et Distribution.
Vous devriez faire du cinéma (You Ought to Be in Pictures) est un court métrage d'animation en noir et blanc de la série américaine Looney Tunes réalisé par Friz Freleng et sorti en 1940. Il met en avant Daffy Duck et Porky Pig et mêle les personnages en dessin animé avec l'équipe de production de la Warner filmé en vidéo. 

## Distribution
- Leon Schlesinger (VF : Julien Chatelet) : lui-même

### Voix originales
- Mel Blanc : Porky Pig, Daffy Duck

### Voix françaises
- Michel Mella : Porky Pig
- Patrick Guillemin : Daffy Duck